# Archipiélago vertical
El modelo de archipiélago vertical, principio de verticalidad o control vertical en base a pisos ecológicos es un concepto utilizado en la antropología para explicar la organización territorial y económica de las sociedades andinas. El término fue acuñado por el antropólogo ucraniano estadounidense John Murra a partir de un estudio inicial del reino Lupaca en las riberas del lago Titicaca.
El modelo se basa en que cada etnia, aillu o grupo de comunidades en un territorio se esfuerzan en manejar los diferentes pisos y nichos ecológicos aprovechando los productos agrícolas, ganaderos, artesanales, de caza y pesca, y minerales de los mismos. Cada asentamiento humano es una «isla» dentro de ese territorio en donde también existen otras «islas» periféricas a la primera pero en otros pisos ecológicos. Las relaciones de intercambio de productos y movilización de personas dan lugar al «archipiélago vertical» en donde se comparte una sola organización social y económica.

## Descripción general
Aparte de ciertas culturas, particularmente en la árida costa noroeste de Perú y el norte de los Andes, las civilizaciones andinas precoloniales no tenían fuertes tradiciones de comercio basado en el mercado. Al igual que los comerciantes de pochteca mesoamericanos, existía una clase comercial conocida como mindaláes en estas sociedades costeras y de las tierras altas del norte. También se sabe que en estas sociedades costeras existió un sistema de intercambio de bienes y alimentos, conocido como trueque, entre agricultores y pescadores. Una moneda simple, conocida por los arqueólogos como Hachas monedas, también estaba presente en el área (así como en el oeste de Mesoamérica). Por el contrario, la mayoría de las sociedades andinas del altiplano, como la quechua y la aymara, estaban organizadas en grupos de linajes moietales, como los ayllus en el caso quechua. Estos linajes compartieron internamente la mano de obra local a través de un sistema llamado mink'a. El propio sistema de trabajo mink'a se basaba en el concepto de ayni, o reciprocidad, y no utilizaba ninguna forma de dinero como en el caso de los comerciantes costeros andinos. Todos los miembros de la aldea, los Allyu, tenían que contribuir con una cierta cantidad de trabajo (generalmente un día a la semana) a un proyecto comunal como la construcción de edificios de uso común, mantenimiento, pastoreo de animales de propiedad comunal o sembrar y cosechar las tierras de cultivo de propiedad comunal. Fundamentalmente, es un concepto de "complementariedad ecológica" mediada a través de instituciones culturales. Algunos estudiosos, aunque aceptan la estructura y la naturaleza básica del archipiélago vertical, han sugerido que el comercio y el trueque interétnicos pueden haber sido más importantes de lo que sugiere el modelo, a pesar de la falta de evidencia en el registro arqueológico y etnohistórico.
Sin el uso del comercio para acceder a los recursos, las transacciones económicas eran esencialmente obligaciones laborales dentro del linaje. Estos linajes requerían un nivel básico de autosuficiencia para lograr la autarquía. En los Andes, una larga cadena montañosa con una gran variedad de ecozonas y recursos, la necesidad de acceder a tierras adecuadas para cultivos o animales específicos significó que los linajes crearan colonias en miniatura o enviaran migraciones estacionales (como la trashumancia) en diferentes ecorregiones. Como los Andes son una cadena montañosa relativamente joven, existe una gran variación en las precipitaciones y la temperatura, lo que tiene una gran importancia para la agricultura. Esto es aún más importante ya que solo alrededor del 2% de la tierra en los Andes es cultivable.

## Ecozonas
Desde la árida costa occidental hasta las húmedas laderas orientales que bordean la cuenca del Amazonas, existen cuatro ecozonas básicas que explotan las comunidades andinas de las tierras altas:
- La zona quechua se refiere a valles relativamente cálidos y relativamente bajos que se encuentran entre 2300 y 3200 m.s.n.m. Esta zona comparte su nombre con el pueblo y las lenguas quechuas y fue especialmente solicitada para el cultivo de maíz.
- La zona suni se eleva de 3200 a 4000 m.s.n.m y es apta para la producción de tubérculos y granos nativos como quinua, kañiwa y kiwicha. Dados los innumerables valles y microclimas de los Andes, durante milenios los agricultores andinos desarrollaron más de 1.000 variedades de papas, así como otras especies de tubérculos, como mashua, ulluco, oca y achira.
- La zona de puna está compuesta por pastizales altos y fríos, aptos en gran medida para el pastoreo de camélidos, la llama y alpaca domesticadas, así como la vicuña y el guanaco silvestres. Los primeros se utilizaron no solo como animales de carga, sino también para su carne y lana. Las vicuñas y los guanacos, aunque no domesticados, se utilizaron por su lana fina y muy apreciada. Se realiza poca agricultura en la puna, aunque en el altiplano boliviano la agricultura intensiva fue posible mediante el uso de la agricultura de lecho elevado waru waru, que utilizaba técnicas de riego especializadas para evitar que las heladas destruyeran los cultivos.
- La zona de montaña es húmeda y boscosa. Las poblaciones aquí no eran tan grandes como en otras ecozonas, ya que las plantas cultivadas en las áreas de montaña generalmente no eran cultivos alimentarios, sino tabaco y coca. Así como la puna se usa para recolectar recursos tanto de animales salvajes como domésticos, se recolectaron plumas de colores brillantes de aves silvestres en la montaña, como los guacamayos.[10][11]

## Durante el Imperio inca
El estado Inca cobraba sus impuestos a través de impuestos en especie y trabajo de corvea extraído de linajes y administrado a través de una burocracia compuesta en gran parte por la nobleza local. La mano de obra corvea se utilizó para operaciones militares y proyectos de obras públicas, como carreteras, acueductos y edificios de almacenamiento conocidos como tampu y qullqa. Había instituciones paralelas de colonias basadas en el linaje conocidas como mitmaqkuna, que producían bienes para el estado y brindaban seguridad estratégica en áreas recién adquiridas, y yanakuna, que eran retenedores con obligaciones laborales para los miembros superiores del estado. Las tierras pertenecientes a Sapa Inca, la iglesia estatal, y a las panaqas (linajes que descienden de los Sapa Incas individuales de acuerdo con el principio de herencia dividida) a menudo se distribuían verticalmente para acceder a una variedad de recursos. De hecho, se ha sugerido ampliamente que las terrazas en Moray eran campos de prueba para determinar qué cultivos crecerían en qué condiciones a fin de explotar de manera más eficiente las ecozonas. Las terrazas aparentemente fueron construidas de manera que se pudieran lograr diferentes temperaturas y humedades a través de la creación de microclimas y, por lo tanto, producir diferentes tipos de cultivos.